# فيلوريس
بلدية فيلوريس (بالإسبانية: Villores)‏، هي إحدى بلديات مقاطعة كاستيلون التي تقع في منطقة بلنسية، في شرق إسبانيا.
يبلغ عدد سكانها 54 نسمة وفقاً لإحصائية سنة (2006).